# Wioślarstwo na Letnich Igrzyskach Olimpijskich 1924 – dwójka bez sternika mężczyzn
Wyścig dwójek bez sternika mężczyzn był jedną z konkurencji wioślarskich na Letnich Igrzyskach Olimpijskich 1924. Zawody odbyły się w dniach 13-17 lipca. W zawodach uczestniczyło 6 zawodników z 3 państw.

## Wyniki

### Półfinały
Półfinał 1
| Miejsce | Osada                          | Czas    | Kwal. |
| ------- | ------------------------------ | ------- | ----- |
| 1       | Maurice Bouton Georges Piot    | 9:42,2  | Q     |
| 2       | Gordon Killick Cyril Southgate | 10:10,8 | R     |

Półfinał 2
| Miejsce | Osada                      | Czas    | Kwal. |
| ------- | -------------------------- | ------- | ----- |
| 1       | Teun Beijnen Willy Rösingh | 10:02,0 | Q     |

### Repasaże
| Miejsce | Osada                          | Czas | Kwal. |
| ------- | ------------------------------ | ---- | ----- |
| 1       | Gordon Killick Cyril Southgate | -    | Q     |

### Finał
| Miejsce | Osada                          | Czas   |
| ------- | ------------------------------ | ------ |
| 1       | Teun Beijnen Willy Rösingh     | 8:19,4 |
| 2       | Maurice Bouton Georges Piot    | 8:21,6 |
| –       | Gordon Killick Cyril Southgate | DNS    |